# Panneaux routiers additionnels
La Convention de Vienne sur la signalisation routière, adoptée le 8 novembre 1968, définit huit catégories de signaux : les signaux d'avertissement de danger, les signaux de priorité, les signaux d'interdiction ou de restriction, les signaux d'obligation, les signaux de prescriptions particulières, les signaux d'information, d'installation ou de service, les signaux de direction, de jalonnement ou d'indication, les panneaux additionnels.
Le présent article est consacré aux panneaux additionnels, codifiés H.
Le descriptif ci-après est celui défini dans la convention de Vienne. Il ne se retrouve donc que dans les signaux nationaux des pays qui ont ratifié cette convention.

## Caractéristiques générales et symboles
Ces panneaux sont
- soit à fond blanc ou jaune et à listel noir, bleu foncé ou rouge, la distance ou la longueur ou le symbole étant inscrit en noir ou en bleu foncé;
- soit à fond noir ou bleu foncé et à listel blanc, jaune ou rouge, la distance ou la longueur ou le symbole étant alors inscrit en blanc ou en jaune.

Les panneaux additionnels sont placés sous les signaux. Toutefois, pour les signaux d’avertissement de danger, les indications prévues pour les panneaux additionnels peuvent être portées sur la partie basse du signal.
Dans les pays où le sens de la circulation est à gauche, les signaux et/ou les symboles sont inversés.

## Descriptif
- Panneaux H1 : indiquent la distance entre le signal et le début du passage dangereux ou de la zone dans laquelle s’applique la réglementation.
- Panneaux H1 : indiquent la longueur de la section dangereuse ou de la zone dans laquelle la prescription s’applique.
- Panneaux H3 et H4 relatifs aux interdictions ou aux restrictions de stationnement
- Panneaux H5 relatifs aux signaux de réglementation.
- Panneaux H7 : places de stationnement réservées aux handicapés,
- Panneaux H7 et H8 présentent un diagramme de l’intersection dans lequel les bandes larges représentent les routes prioritaires et les bandes fines représentent des routes sur lesquelles les signaux B1 ou B2 sont placés.
- Panneaux H9 : pour annoncer une section de route où la chaussée est rendue glissante pour cause de verglas ou de neige.